# 2月15日 (旧暦)
旧暦2月15日は旧暦2月の15日目である。六曜は仏滅である。

## できごと
- 白雉元年（ユリウス暦650年3月22日） - 宍戸国司からの白い雉の献上により大化から白雉に改元
- 和銅元年（ユリウス暦708年3月11日） - 元明天皇が平城京造営の詔を布告
- 長治2年（ユリウス暦1105年3月3日） - 藤原清衡が奥州平泉に最初院多宝寺（後の中尊寺）を建立。後三年の役の戦没者を弔う
- 寛永元年（グレゴリオ暦1624年4月2日） - 山城から江戸へ出た猿若勘三郎（初代中村勘三郎）が京橋に猿若座（後の中村座）を開設。江戸歌舞伎が始る
- 慶安元年（グレゴリオ暦1648年4月7日） - 正保から慶安に改元
- 文政8年（グレゴリオ暦1825年4月3日） - 江戸幕府が異国船打払令（無二念打払令）を発布
- 慶応4年（グレゴリオ暦1868年3月8日） - 堺事件（土佐藩兵がフランス海軍兵を殺傷）

## 誕生日
- 保延7年（ユリウス暦1141年3月24日） - 熊谷直実[1]、武将（+ 1208年）
- 延応元年（ユリウス暦1239年3月21日） - 一遍、僧侶・時宗の開祖（+ 1289年）
- 延享2年（グレゴリオ暦1745年3月17日） - 徳川重好、清水徳川家初代当主（+ 1795年）
- 文政12年（グレゴリオ暦1829年3月19日） - 瓜生岩子、社会事業家（+ 1897年）
- 天保9年（グレゴリオ暦1838年3月10日） - 島地黙雷、浄土真宗本願寺派の僧侶（+ 1911年）
- 安政5年（グレゴリオ暦1858年3月29日） - 和井内貞行、養魚事業家（+ 1922年）

## 忌日
- 紀元前544年（南伝説、諸説あり） - 釈迦、仏教の開祖（* 紀元前624年、南伝説）→ 涅槃会
- 応神天皇41年（ユリウス暦310年3月31日） - 応神天皇、15代天皇（* 200年）
- 万寿2年（ユリウス暦1025年3月17日） - 渡辺綱、武将・頼光四天王の一人（* 953年）
- 大治2年（ユリウス暦1127年3月29日） - 源雅実、従一位・太政大臣
- 観応2年/正平5年（ユリウス暦1350年3月23日） - 兼好法師、歌人・随筆家
- 文化14年（グレゴリオ暦1817年4月1日） - 中井履軒、儒学者（* 1732年）

## 記念日・年中行事
- 涅槃会
- 西行忌・円位忌 - 西行の忌日。亡くなったのは2月16日であるが、「願はくは花の下にて春死なむそのきさらぎの望月の頃」の歌より、15日を忌日としている。